# Liste der Kulturdenkmale in Pforzheim-Oststadt
In der Liste der Kulturdenkmale in Pforzheim-Oststadt werden alle unbeweglichen Bau- und Kunstdenkmale in der Pforzheimer Oststadt aufgelistet, die in der städtischen „Liste der Kulturdenkmale“ geführt sind.

## Liste
| Bild           | Bezeichnung                                                                      | Lage                                                                                  | Datierung | Beschreibung              | ID |
| -------------- | -------------------------------------------------------------------------------- | ------------------------------------------------------------------------------------- | --------- | ------------------------- | -- |
|                | Teilfläche des ehemaligen Friedhofs                                              | Alter Friedhof (Flst.-Nr. 3126)                                                       | 1863      | Geschützt nach § 2 DSchG  |    |
|                | Pavillons I–III der Inselschule mit Verbindungsgängen                            | Altstädter Kirchenweg 28–32 (Flst.-Nr. 952/1)                                         | 1954      | Geschützt nach § 2 DSchG  |    |
|                | Evangelisches Gemeindehaus der Altstadtpfarrei                                   | Altstädter Straße 17 (Flst.-Nr. 878)                                                  | 1964      | Geschützt nach § 2 DSchG  |    |
| Weitere Bilder | Evangelische Altstadtkirche St. Martin                                           | Altstädter Straße 25 (Flst.-Nr. 878)                                                  |           | Geschützt nach § 28 DSchG |    |
|                | Archäologische Ausgrabungsfläche Kappelhof                                       | Altstädter Straße 26 (Flst.-Nr. 867)                                                  |           | Geschützt nach § 2 DSchG  |    |
|                | Lapidarium (römerzeitliche Steinsammlung)                                        | Altstädter Straße 26 (Flst.-Nr. 867)                                                  |           | Geschützt nach § 2 DSchG  |    |
|                | Stadtwohnhaus                                                                    | Dammstraße 13 (Flst.-Nr. 3124)                                                        | 1908      | Geschützt nach § 2 DSchG  |    |
|                | Zweiteiliges Stadtwohnhaus                                                       | Dammstraße 14/15 (Flst.-Nr. 3124/3, 3124/4)                                           | 1908      | Geschützt nach § 2 DSchG  |    |
|                | Fassade des Stadtwohnhauses                                                      | Erbprinzenstraße 80 (Flst.-Nr. 3115/3)                                                | 1902      | Geschützt nach § 2 DSchG  |    |
|                | Ummauerter ehemaliger Begräbnisplatz                                             | Eutinger Straße, Alter Jüdischer Friedhof (Flst.-Nr. 2382/23, neben Nr. 4)            | 1846      | Geschützt nach § 2 DSchG  |    |
|                | Ehemaliges Verwaltungsgebäude des Gaswerks, Glockengasbehälter und Gasmesserhaus | Eutinger Straße 4 (Flst.-Nr. 2382/6, 2382/20)                                         | 1906–12   | Geschützt nach § 2 DSchG  |    |
|                | Dreiteilige Stadtwohnhausgruppe                                                  | Eutinger Straße 35 (Flst.-Nr. 3068/7) / Zeppelinstraße 2/4 (Flst.-Nr. 3068/2, 3068/4) | 1907      | Geschützt nach § 2 DSchG  |    |
|                | Stadtwohnhaus                                                                    | Eutinger Straße 37 (Flst.-Nr. 3068/5)                                                 | 1907      | Geschützt nach § 2 DSchG  |    |
| Weitere Bilder | Katholische St.-Franziskus-Kirche                                                | Franziskusstraße 1 (Flst.-Nr. 3292/1)                                                 | 1891      | Geschützt nach § 12 DSchG |    |
| Weitere Bilder | Amtsgericht                                                                      | Lindenstraße 8–10 (Flst.-Nr. 63/1)                                                    | 1958      | Geschützt nach § 2 DSchG  |    |
|                | Wohngeschäftshaus                                                                | Lindenstraße 28 (Flst.-Nr. 820/1)                                                     | 1959      | Geschützt nach § 2 DSchG  |    |
|                | Stadtwohnhaus mit Gastwirtschaft                                                 | Lindenstraße 129 (Flst.-Nr. 3129)                                                     | 1897      | Geschützt nach § 2 DSchG  |    |
|                | Grünfläche, ehemaliger Oberer Altstädter Kirchhof                                | Oststadtpark (Flst.-Nr. 2384)                                                         | 1587      | Geschützt nach § 2 DSchG  |    |
|                | Treppenanlage                                                                    | Schulbergstaffel (Flst.-Nr. 62)                                                       | um 1908   | Geschützt nach § 2 DSchG  |    |
|                | Staatliches Justizverwaltungsgebäude, ehemaliges Steuerkommissariat              | Schulbergstaffel 1 / Lindenstraße 6 (Flst-Nr. 61)                                     | 1908      | Geschützt nach § 2 DSchG  |    |
|                | Gruppe von vier Reihenwohnhäusern                                                | Stückelhäldenstraße 5-11 (Flst.-Nr. 3129/1, 3129/2, 3129/3, 3129/4)                   | 1896      | Geschützt nach § 2 DSchG  |    |
|                | Wandbild Kreuzabnahme im Innenhof                                                | Wertweinstraße 3 (Flst.-Nr. 6584/2)                                                   | um 1953   | Geschützt nach § 2 DSchG  |    |
|                | Kohlenlagerhaus                                                                  | Wildersinnstraße 12 (Flst.-Nr. 3076)                                                  | 1916      | Geschützt nach § 2 DSchG  |    |
|                | Ehemaliger Postkraftwagenhof                                                     | Zeppelinstraße 16–20 (Flst.-Nr. 7138, 7141)                                           | 1930      | Geschützt nach § 2 DSchG  |    |
|                | Stadtwohnhaus                                                                    | Zeppelinstraße 19 (Flst.-Nr. 3058)                                                    | 1911      | Geschützt nach § 2 DSchG  |    |
|                | Stadtwohnhaus mit Gastwirtschaft                                                 | Zeppelinstraße 21 (Flst.-Nr. 3058/1)                                                  | 1907      | Geschützt nach § 2 DSchG  |    |